# Дах (фільм)
"Дах" (рос. "Крыша") — український радянський російськомовний кольоровий документальний фільм, відзнятий на Українській студії хронікально-документальних фільмів у 1989 році. Яскравий зразок критичної школи української документалістики (1987 — 1995). Другий фільм режисера Сергія Буковського.

## Опис
Фільм показує життя людей у інституції, яка є притулком для людей з інвалідністю, з елементами трудового табору, розташованій у колишньому монастирі на Волині.

## Оцінка
Дослідник кіно, візуальної культури та публіцист Олексій Радинський стверджує, що місце дії фільму довго сприймалася як метафора Радянського Союзу в цілому. Але місця подібні цьому існували не лише у СРСР, а й у інших країнах. У європейській культурі образи таких інституцій, як притулок для виключених, в'язниця, виправний табір, монастир мають спільне значення — вони виникають з потреби суспільства дати собі раду з тими, хто не пасує до норм та стандартів.
|                      | Отже, притулок, зображений у фільмі "Дах", є не винятковою радянською "девіацією", а радше наслідком хворобливої модернізації радянського суспільства, що часом надто буквально сприймало запозичені з західної традиції взірці. |
| — Олексій Радинський | |

Конкретна ж критика радянської влади полягає у зображенні дисфункційної соціалістичної держави, яка не може забезпечити мінімальний добробут тим, хто його найбільше потребує.

## Фільм на DVD
"Дах" вийшов на DVD у 2013 році у рамках збірки "Щаблі демократії. Критична школа української документалістики 1987–1995", виданої Національним центром Олександра Довженка. До неї увійшли п'ять фільмів. Окрім, власне, "Даху", туди увійшла іще одна стрічка Сергія Буковського "Завтра свято" (1987), а також "Стіна" (1988), "Щаблі демократії" (1992), "Прощавай, кіно!" (1995). Збірку було презентовано 26 березня 2014 року в рамках 11-го Міжнародного фестивалю документального кіно про права людини Docudays UA.